# Siecie
Siecie (deutsch Zietzen, slowinzisch Cȧ̃cė) ist ein Dorf in der Gemeinde Smołdzino im Powiat Słupski (Stolper Kreis) der polnischen Woiwodschaft Pommern.

## Geographische Lage
Ds Dorf liegt in Hinterpommern, etwa 23 Kilometer nordöstlich der Stadt Stolp  und vier Kilometer südlich des Kirchdorfs Smołdzino (Schmolsin).

## Geschichte
In einer Urkunde aus dem Jahr 1282 führt das Dorf den Ortsnamen Cice. Eine spätere Form des Ortsnamens ist Ziezen. Im Zeitraum von 1514 bis 1608 befand sich das Dorf im Besitz der Familie Tessen. Nach dem Tod des Schwantes von Tessen († 1608) kam es 1608 an die Herzogin Erdmuthe von Brandenburg (1561–1623). Dann gehörte es nacheinander der Herzogin Anna von Croy (1590–1660), dem Herzog Ernst Bogislaw von Croy (1620–1684) und ab 1673 dessen Sohn Ernst von Croyengreiff († 1700 in Rom), der allerdings im Jahr 1681 wegen seines Übertritts zum Katholizismus von seinem Vater enterbt wurde. In preußischer Zeit gehörte Zietzen zu den sogenannten königlichen Dörfern, die dem Amt Schmolsin unterstanden. Um 1782 gab es in Zietzen ein Vorwerk, zwölf Bauern, einschließlich des Schulzen, zwei Kossäten, sieben Büdner und insgesamt 22 Haushaltungen.

Häuser im Dorf
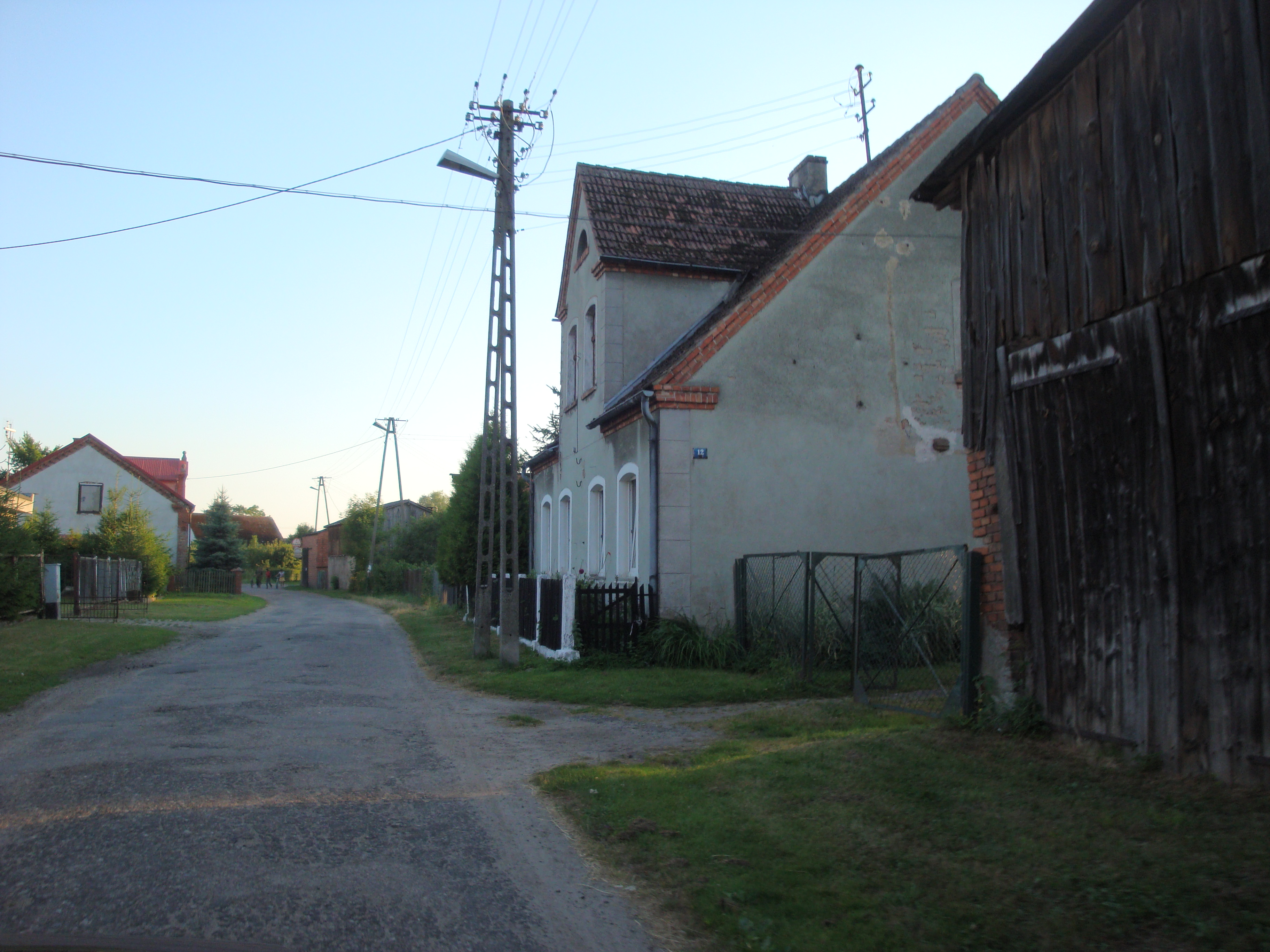
Dorfstraße (2010)
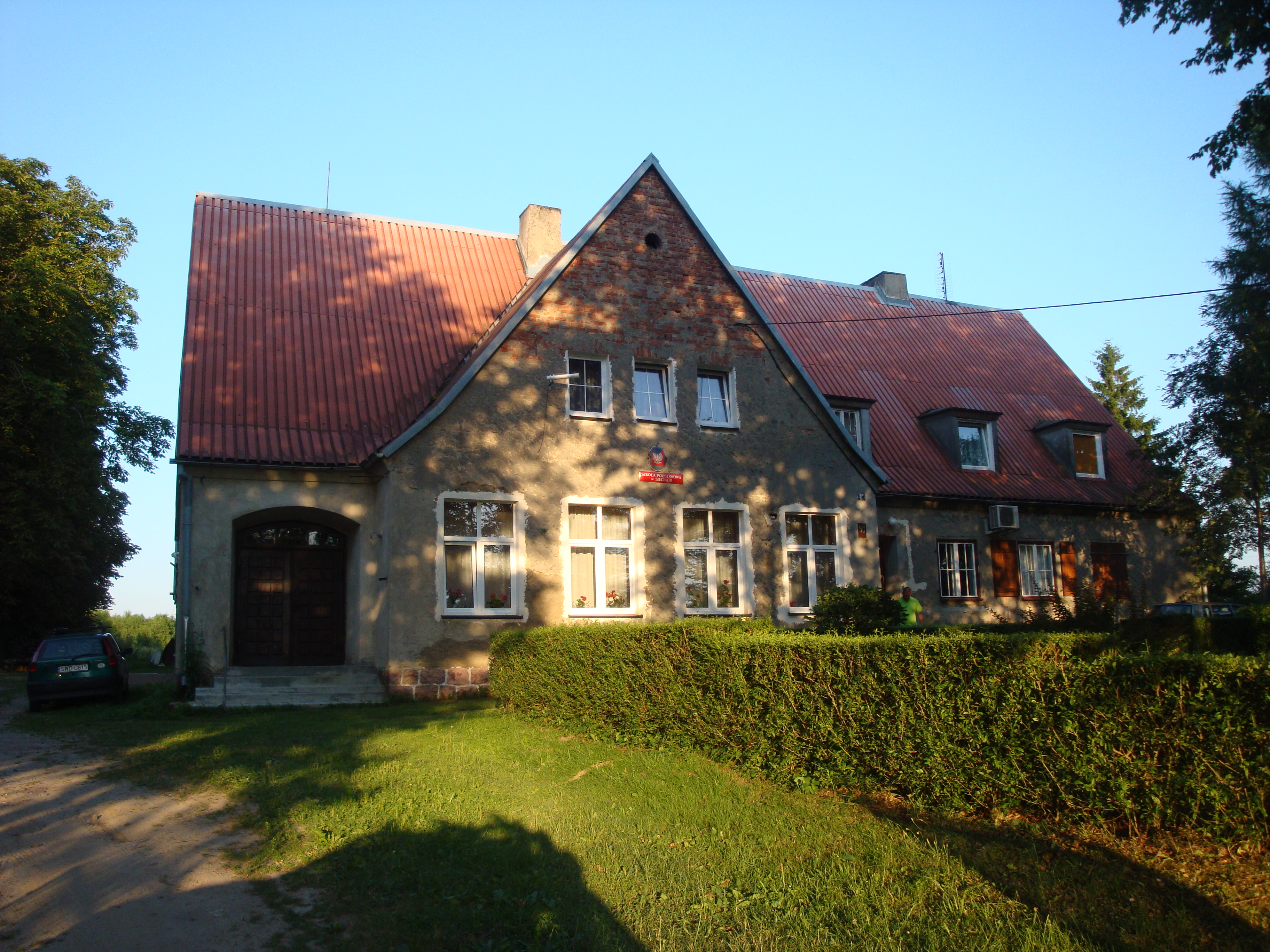
Schulgebäude von 1939 (2010)
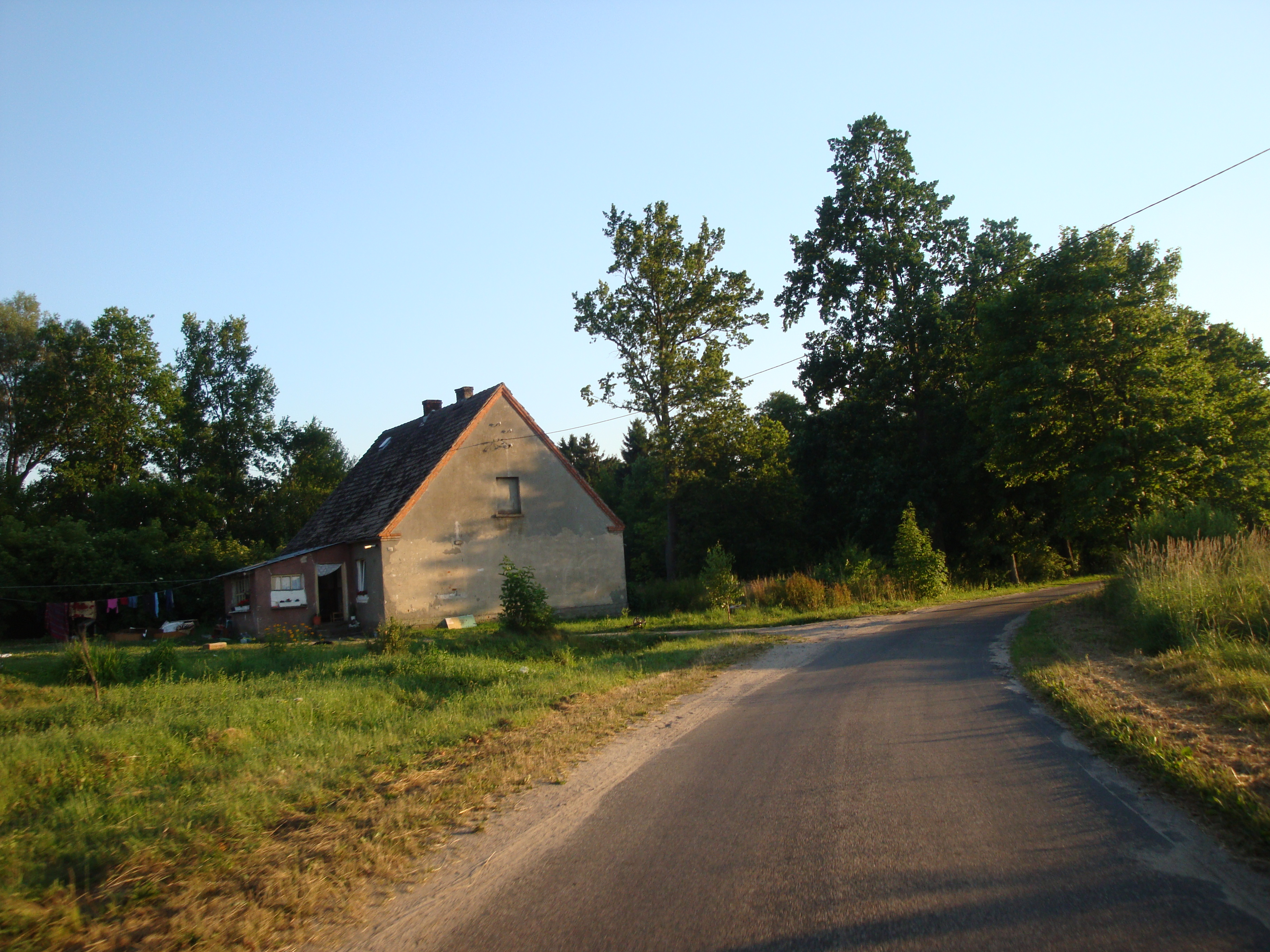
Wohnhaus (2010)

Im Jahr 1925 standen in Zietzen 103 Wohngebäude. Im Jahr 1939 lebten in Zietzen 460 Einwohner in 121 Haushaltungen und die Gemeinde hatte insgesamt 102 landwirtschaftliche Betriebe.  
Die Gemeindefläche war 870 Hektar groß. In der Gemeinde Zietzen gab es insgesamt vier Wohnorte:
- Hasenkrug
- Neu Zietzen
- Weißenberg
- Zietzen

In der Gemeinde befanden sich eine Molkerei und ein Gasthof.
Bis 1945 bildete Zietzen eine Landgemeinde im Landkreis Stolp, Regierungsbezirk Köslin, der preußischen Provinz Pommern des Deutschen Reichs. Das Dorf war dem Amtsbezirk Virchenzin zugeordnet.
Gegen Ende des Zweiten Weltkriegs besetzte am 9. März 1945 die Rote Armee das Dorf. Es kam zu Übergriffen gegenüber den im Dorf anwesenden Zivilisten und zahlreich Dorfbewohner, darunter auch Bürgermeister Grommisch, wurden verschleppt. Da Zietzen im sowjetischen Sperrgebiet an der Ostsee lag, mussten alle Bewohner in den ersten Apriltagen 1945 das Dorf vorübergehend verlassen. Sie wurden in das 35 Kilometer entfernte Labehn evakuiert. Ende Mai 1945 richteten die sowjetischen Truppen eine Kolchose ein. Als sie im April 1946 abzogen, nahmen sie alles Vieh und die Maschinen mit. Das Dorf wurde von der Sowjetunion der Volksrepublik Polen zur Verwaltung überlassen. Im Mai 1945 übernahmen die Polen das Dorf und beschlagnahmten die Grundstücke und Häuser. Zietzen  wurde in Siecie umbenannt, 1947 wurden die Deutschen vertrieben. Später wurden in der Bundesrepublik Deutschland 158 und in der DDR 167 aus Zietzen vertriebene Dorfbewohner ermittelt.
Das Dorf gehört heute zum Powiat Słupski der Woiwodschaft Pommern (bis 1998 Woiwodschaft Słupsk) geworden. 

### Kirche
In Zietzen gab es im Jahr 1490 eine Kapelle, die als Puperrima bezeichnet wurde. Später wurde sie in Urkunden nicht mehr erwähnt. Die vor 1945 in Zietzen anwesende Bevölkerung war evangelisch. Im 17. Jahrhundert gehörte Zietzen zum Kirchspiel Groß Garde. Die Herzogin Anna sonderte Schmolsin nebst den Dorfschaften Virchenzin, Zietzen und Vietkow von dem Garder Kirchspiel ab und ließ in Schmolsin für sie eine neue Kirche erbauen, die am 28. Oktober 1632 eingeweiht wurde. Zietzen gehörte seither zum Kirchspiel Schmolsin und damit zum Kirchenkreis Stolp-Altstadt.
Die seit 1945 und Vertreibung der einheimischen Dorfbewohner anwesende polnische Einwohnerschaft ist überwiegend katholisch.

### Schule
Bis 1830 hatten die Dörfer Zietzen, Virchenzin und Vietkow eine gemeinsame Grundschule, die sich zwischen diesen Ortschaften auf dem ‚ritterfreien‘ Vorwerk Rambow befand. Alle drei Dörfer bekamen dann eine eigene Schule. Im Jahr 1932 war die Schule in Zietzen dreistufig; zwei Lehrer unterrichteten dort in drei Klassen 93 Schulkinder. Am 3. Dezember 1939 wurde ein neues Schulgebäude für eine zweistufige Schule eingeweiht, in dem sich neben den Schulräumen zwei Wohnungen befanden und an das ein Wirtschaftsgebäude angeschlossen war.